# Копылов, Юрий Семёнович
Юрий Семёнович Копылов (Шерман; 2 ноября 1942, Краснодар — 31 марта 2012, Ульяновск) — советский, российский театральный режиссёр и педагог. Народный артист Российской Федерации (1998)
Лауреат Государственной премии РФ (2001).

## Биография
Окончил Свердловское театральное училище (1967) и режиссёрский факультет Ленинградского Государственного Института театра, музыки и кинематографии имени Н. К. Черкасова (ныне Российский государственный институт сценических искусств), мастерская Александра Музиля (1974).
Работал артистом в Амурском драматическом театре (1967—1969).
Режиссёр Красноярского ТЮЗа (1974), режиссёр Саратовского академического театра имени К.Маркса (1975—1976), художественный руководитель и основатель Орловского ТЮЗа (1976—1983), художественный руководитель Владимирского драматического театра (1983—1986), с 1987 по 2010 художественный руководитель Ульяновского драматического театра. С 2010 года — президент театра.
Преподавал на актёрском факультете Ульяновского государственного университета.
Автор книги «Жизнь одного театра. Записки режиссёра».
Супруга Копылова Ирина Васильевна (при женитьбе взял фамилию жены), дочь: Коваль Марина Юрьевна, вторая супруга — Людмила Гаврилова (27 апреля 1947 — 25 июня 2018) — главный режиссёр и художественный руководитель Ульяновского областного театра кукол, сыновья: Сергей Гаврилов (приемный) — директор Ульяновского областного театра кукол, Максим Копылов — артист Ульяновского драматического театра.
Умер 31 марта 2012 года, похоронен на Северном кладбище Ульяновска.

## Творчество

### Орловский ТЮЗ;
1977 — «Двенадцатая ночь» У. Шекспира, сценография С. С. Шавловский
1977 — «Жестокость» П. Нилина
1977 — «Колонисты» В. Дурненкова, сценография С. С. Шавловский
1977 — «Третья ракета» В. Быкова
1977 — «Персональное дело» В. Суглобова
1977 — «Стеклянный зверинец» Т. Уильямса, сценография С. С. Шавловский
1978 — «Ала Ад-Дин и волшебный светильник» В. Витковича, сценография С. С. Шавловский
1978 — «Емелино счастье» Р. Сефа
1978 — «Жанна д`Арк» Б. Шоу, сценография С. С. Шавловский
1978 — «И был выпускной вечер» А. Ремеза
1978 — «Остановите Малахова» В. Аграновского
1978 — «Малыш и Карлсон» А. Линдгрен
1979 — «Троил и Крессида» У. Шекспира, сценография С. С. Шавловский
1980 — «Неистовый гасконец» А. Дюма
1980 — «Профессор Полежаев» Л. Рахманова, сценография С. С. Шавловский
1981 — «Отпуск по ранению» В. Кондратьева
1981 — «Доживем до понедельника» Г. Полонского
1983 — «Иван Царевич» А. Н. Островского
1983 — «Плутни Скапена» Ж. Б. Мольера, сценография С. С. Шавловский
1983 — «С весной я к тебе вернусь» А. Казанцева

### Ульяновский драматический театр;
1988 — «Ричард II» У. Шекспира, сценография С. С. Шавловский
1989 — «Медея» Л. Разумовской, сценография С. С. Шавловский
1992 — «Шлюк и Яу» Г. Гауптмана, сценография С. С. Шавловский
1992 — Трилогия «Монархи» по А. К. Толстому
1992 — «Волки и овцы» А. Н. Островского, сценография С. С. Шавловский
1992 — «Ужасные родители» Ж. Кокто, сценография С. С. Шавловский
1994 — «Двенадцатая ночь» У. Шекспира, сценография С. С. Шавловский
1994 — «Ромео и Джульетта» У. Шекспира, сценография С. С. Шавловский
1995 — «Чайка» А. П. Чехова, сценография С. С. Шавловский
1996 — «Мера за меру» У. Шекспира, сценография С. С. Шавловский
1997 — «Гамлет» У. Шекспира, сценография С. С. Шавловский
1997 — «Тартюф» Ж.-Б. Мольера, сценография С. С. Шавловский
1999 — «Слуга двух господ» К. Гольдони, сценография С. С. Шавловский
1999 — «История города Глупова» М. Е. Салтыкова-Щедрина
2000 — «Генрих IV» Л. Пиранделло
2000 — «Обрыв» И. А. Гончарова, сценография С. С. Шавловский
2000 — «Лев зимой» Дж. Голдмена
2001 — «Актриса» А. Н. Толстого
2003 — «Дьявол и Господь Бог» Ж.-П. Сартра
2004 — «Сон в летнюю ночь» У. Шекспира, сценография С. С. Шавловский
2006 — «Павел I» Д. С. Мережковского, сценография С. С. Шавловский
2008 — «Король Лир» У. Шекспира, сценография С. С. Шавловский.

## Признание и награды
- 28 ноября 1991 — заслуженный деятель искусств РСФСР
- 9 июля 1998 — народный артист Российской Федерации
- 10 июля 2002 — присуждена Государственная премия Российской Федерации в области литературы и искусства 2001 года за спектакли «Генрих IV» Л. Пиранделло, «Обрыв» И. А. Гончарова, «Лев зимой» Д. Голдмена
- 7 декабря 2004 — награждён международной премией имени К. С. Станиславского в номинации «строитель театра»
- 1 марта 2006 — Благодарность Министра культуры и массовых коммуникаций Российской Федерации — за многолетнюю творческую деятельность, большой клад в развитие театрального искусства и в связи с 220-летием со дня основания Ульяновского областного драматического театра[6].
- Почётный гражданин Ульяновска (2008).

## Память
- На доме, где жил Юрий Семёнович установлена мемориальная доска.
- Его имя занесено на Аллее Славы у Ульяновского областного драматического театра.
- С 1 по 6 ноября 2022 года в Ульяновском драматическом театре имени И. А. Гончарова прошёл Первый Всероссийский театральный фестиваль памяти народного артиста России Юрия Копылова[7][8].

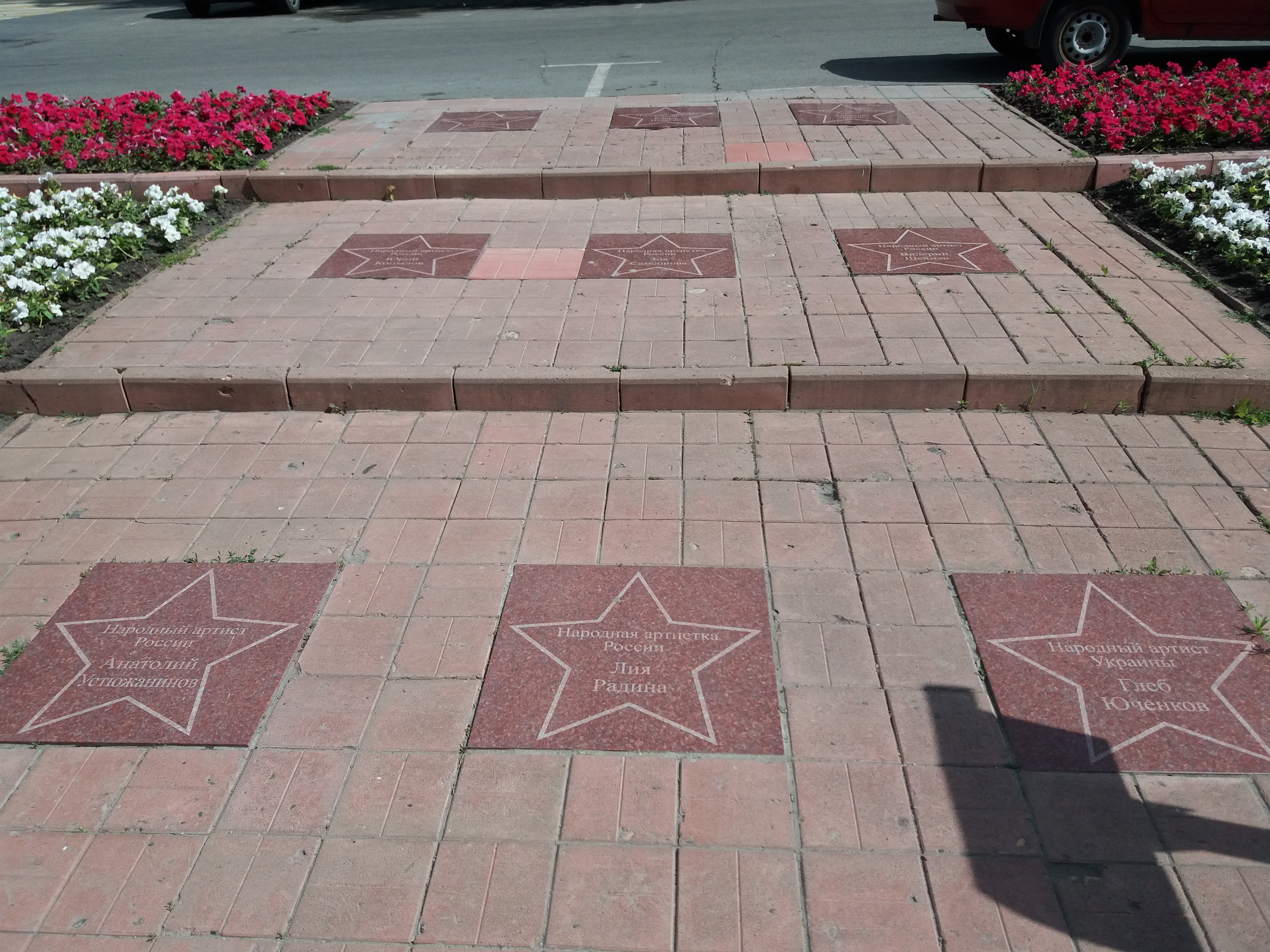
Аллея Славы драмтеатра.
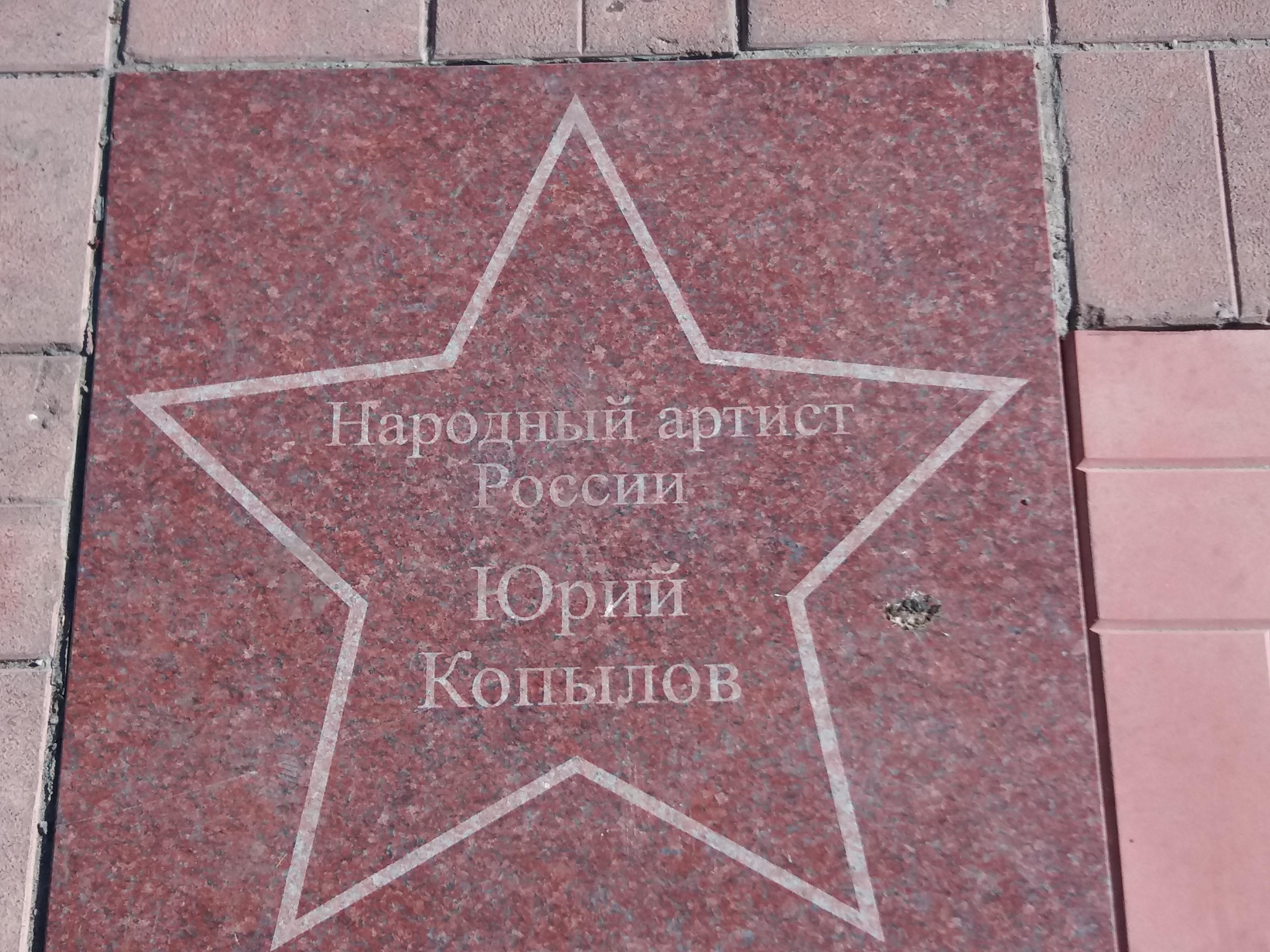
"Звезда - Юрий Копылов" на аллеи Славы.